# Rajd Arłamów
Rajd Arłamów – polski rajd samochodowy rozgrywany od 2014 roku. Jest jedną z rund Rajdowych Samochodowych Mistrzostw Polski i Rajdowego Pucharu Polski. Odcinki specjalne są zlokalizowane w okolicach Arłamowa. Orgaznizatorem rajdu jest Automobilklub Rzeszowski.

## Zwycięzcy
| Rok  | Nazwa rajdu     | Kierowca       | Pilot             | Samochód          | Kategoria |
| ---- | --------------- | -------------- | ----------------- | ----------------- | --------- |
| 2014 | 1. Rajd Arłamów | Grzegorz Grzyb | Daniel Siatkowski | Skoda Fabia S2000 | RPP, RSMP |
| 2015 | 2. Rajd Arłamów | Łukasz Habaj   | Piotr Woś         | Ford Fiesta R5    | RSMP      |
| 2016 | 3. Rajd Arłamów | Mariusz Stec   | Jacek Rathe       | Ford Fiesta Proto | RSMP      |

- RPP - Rajdowy Puchar Polski
- RSMP - Rajdowe Samochodowe Mistrzostwa Polski